# Edward Edwards (admirál)

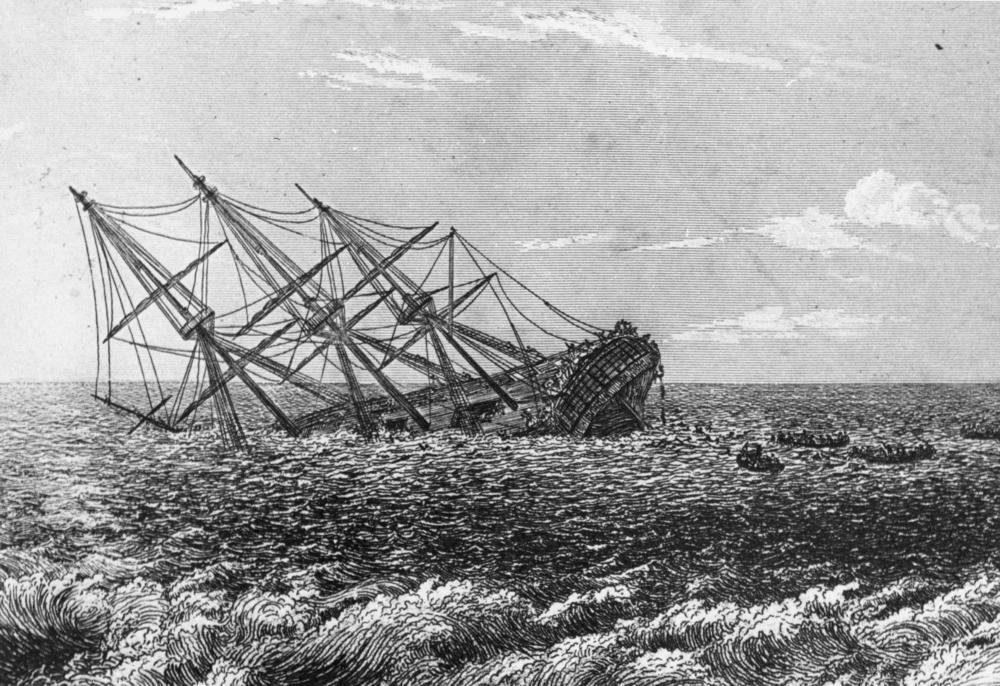
Potopení Pandory (rytina z roku 1831)

Edward Edwards (1742–1815) byl britský námořní důstojník a admirál. Proslavil se velením trestní výpravě proti vzbouřencům z HMAV Bounty, z nichž se mu část skutečně podařilo zatknout, nicméně její vůdce se mu polapit nepodařilo. Jelikož se mu nepodařilo vůdce vzpoury zatknout a protože nakonec o svou loď přišel na Velkém bariérovém útesu, byl postaven před soud, který jej však nakonec osvobodil. V roce 1809 byl povýšen na viceadmirála a později na admirála, nicméně do akce na moři se již nikdy nevrátil.

## Biografie
Když se 13. března 1790 poručík William Bligh dostal po strastiplné cestě Tichým oceánem do Anglie, obratem se rozjelo vyšetřování celé vzpoury na HMAV Bounty. William Bligh byl za své hrdinství povýšen na kapitána a pověřen velením druhé chlebovníkové výpravy, zatímco Edward Edwards byl vyslán s válečnou lodí, čtyřiadvacetidělovou fregatou HMS Pandora, dopadnout vzbouřence z Bounty.
Výpravy za Bounty se účastnil i bývalý člen její posádky kadet Thomas Hayward. 16. března 1791 HMS Pandora připlula i k Pitcairnovým ostrovům, kde Edward Edwards pojmenoval jeden z nich Ducie, podle svého přítele Francise Ducieho, kolegy z britského královského námořnictva, avšak samotný ostrov Pitcairn, kde se Fletcher Christian a další vzbouřenci usadili, Edwards neobjevil. 21. března 1791 dosáhla HMS Pandora Tahiti. Vzbouřenci loď z ostrova zaregistrovali, avšak nevěděli o tom, že byla vyslána Admiralitou, a za jakým účelem. Na rozdíl od liberálního a moderně orientovaného poručíka Blighe platil kapitán Edwards za jednoho z nejkonzervativnějších a nejtvrdších důstojníků královského námořnictva; Edwards zatkl všech 14 Britů, kteří byli na Tahiti, a nechal je uvěznit do zvlášť pro tuto příležitost zbudované cely na zádi lodi, přezdívané „Pandořina skříňka“, přičemž nerozlišoval mezi skutečnými vzbouřenci a těmi, kteří na Tahiti byli proti své vůli. 8. května Pandora opustila Tahiti společně s malým škunerem Resolution, který na Tahiti postavili tesaři z Bounty a který sloužil jako vlajková loď floty tahitského krále Pomarého I.; 22. června se však obě lodě rozdělily. 28. srpna 1792 Pandora na zpáteční cestě do Anglie najela na Velký bariérový útes a potopila se. Během potápění lodi vydal Edwards rozkaz, aby vězni zůstali uvázáni v okovech na lodi, ale kormidelní poddůstojník William Molter jeho rozkaz porušil a většinu vězňů osvobodil, čtyři však zahynuli. Edward s posádkou ve čtyřech člunech doplul nejprve na Timor, v Samarangu trosečníci narazili na ztracenou Resolution a 19. června 1792 dorazili do Spitheadu.
Po této události byl Edwards se svými důstojníky na lodi HMS Hector postaven před vojenský soud, ten však žádnou vinu neshledal. Avšak kapitánu Edwardovi již nebylo nikdy svěřeno žádné velení na moři. Několik pozdějších let sloužil v Argylu a Hullu jako kapitán v záloze a poté rezignoval a dostával poloviční důchod. Jeho reputace byla účinně očerněna kritikou vlivné rodiny Heywoodů, která mu nemohla zapomenout, jak naložil s jejím členem Peterem Heywoodem, který sloužil na Bounty a kterého se Edwards snažil usvědčit jako vzbouřence, ačkoliv Heywood patřil k loyalistům. Edwards však měl stále mnoho zastánců mezi důstojníky, kteří sloužili pod jeho velením. Roku 1809 byl Edward Edwards povýšen na viceadmirála a nakonec na admirála; svou kariéru završil s třetí nejvyšší hodností britského královského námořnictva. Zemřel roku 1815 ve věku 73 let a je pohřben v kostele svatého Remigia ve Water Newtonu, vesnici v Huntingdonshire, poblíž Stamfordu.